# Antikhthon

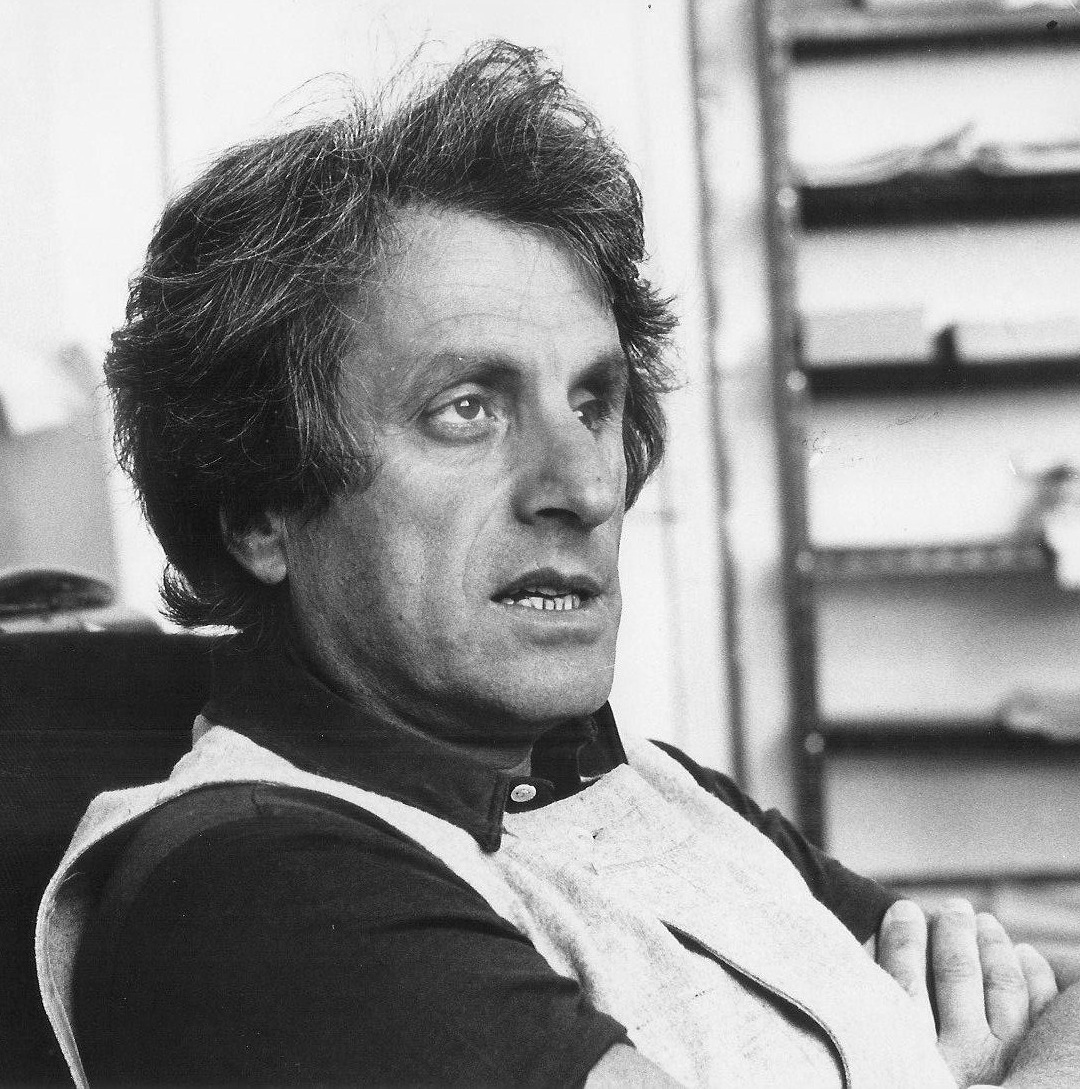
Iannis Xenakis

Antikhthon (en grec : Ἀντίχθων, qui peut être traduit par Anti-Terre) est un ballet pour orchestre composé par Iannis Xenakis en 1971.

## Composition
George Balanchine a commandé cette œuvre en 1969, après avoir chorégraphié avec succès deux compositions de Xenakis dans le passé : Metastasis et Pithoprakta, achevées respectivement en 1955 et 1957. Même si ces deux compositions n'étaient pas initialement considérées comme des ballets, Xenakis avait déjà écrit un ballet, Kraanerg, pour orchestre et bande magnétique. Antikhthon a été composé pour le New York City Ballet en 1971,. Comme le dit Xenakis :

« Il m'a laissé le choix du sujet ; je pouvais composer soit de la musique à programme avec une intrigue, ou de la musique sans histoire, c'est-à-dire de la musique abstraite. J'ai choisi la seconde, mais je lui ai donné un titre mystérieux et évocateur pour que le chorégraphe ait une base plus solide pour travailler que des pensées purement musicales. »

— Iannis Xenakis, Notes sur la partition d'orchestre d'Antikhthon.
Le terme pythagoricien anti-khthon signifie Anti-Terre. Ce terme grec vient du Ve ou VIe siècle, lorsque les Pythagoriciens furent les premiers à affirmer que la terre n'est pas le centre de l'univers. Ils croyaient que toutes les planètes et étoiles, y compris une Anti-Terre qui était invisible de la Terre, tournaient autour d'un feu central invisible. Selon Xenakis, sa musique affichait une affinité involontaire avec ces idées.
La première d'Antikhthon a eu lieu à Bonn, au Festival Xenakis, le 21 septembre 1974, avec l'Orchestre du Festival Xenakis dirigé par Michel Tabachnik. La pièce a ensuite été publiée aux Éditions Salabert en 1986. George Balanchine, qui a commandé la pièce, n'a jamais mis en scène le ballet. Même si Xenakis s'est senti profondément séduit par l'idée de l'Antikhthon, Balanchine était beaucoup plus pragmatique quant à ce qu'il pensait pouvoir réaliser, puisqu'il a déclaré que cela se limitait aux « mouvements que nous pouvons faire avec nos membres, notre tronc et notre tête — et c'est tout. Le vocabulaire du ballet… n'est pas riche ».

## Structure
Cette œuvre est en un seul mouvement et dure environ 23 minutes. La pièce est une partition pour un orchestre de 60 ou 86 musiciens, avec des variations sur le nombre d'interprètes dans la section des cordes. Certains critiques affirment que la composition peut être divisée en cinq sections distinctes. Cependant, cette division n'est ni présente, ni reconnaissable dans la partition originale.
Antikhthon est écrit pour trois flûtes, trois hautbois, trois clarinettes en si bémol, trois bassons, quatre cors en fa, trois trompettes en ut, trois trombones, un tuba, des timbales, deux caisses claires sans collets, deux ensembles de quatre toms (8 au total), et une grande section de cordes. La composition nécessite également une disposition scénique spéciale pour l'orchestre. Celui-ci doit être divisé en cinq sections verticales, dans lesquelles tous les instruments, y compris la section des cordes, sont séparés. Les cordes ont également leurs propres normes de répartition.
Antikhthon est également remarquable pour les sons séparés des clarinettes utilisés tout au long de la pièce. Les clarinettistes doivent jouer jusqu'à quatre techniques différentes, intitulées "Zones" par Xenakis, qui modifient et enrichissent leurs sonorités. Les annotations de la partie de clarinette ont été rédigées par le professeur de clarinette du Conservatoire de Paris et contemporain de Xenakis, Guy Deplus. Dans la pièce, certains musiciens sont également invités à jouer des quarts de ton ainsi que des tiers de ton.

## Enregistrements
Le New Philharmonia Orchestra sous la direction d'Elgar Howarth a enregistré cette œuvre les 28 et 29 novembre 1975. L'enregistrement a eu lieu au Kingsway Hall de Londres et a été publié par Decca Records en 1976 et réédité en 2013.